# ドメニコ・プロカッチ
ドメニコ・プロカッチ（Domenico Procacci、1960年2月8日 - ）は、イタリアの映画プロデューサー。

## 参加作品
- 略奪者たち（2020年）
- リアリティー（2012年）
- 妹の誘惑（2011年）
- ローマ法王の休日（2011年）
- あしたのパスタはアルデンテ（2010年）
- まっさらな光のもとで
- クワイエット・カオス～パパが待つ公園で（2008年）
- ゴモラ（2008年）
- 7つの贈り物（2008年）
- まなざしの長さをはかって（2007年）
- よせよせ、ジョニー（2007年）
- シルク（2007年）
- 明日へのチケット（2005年）
- 愛の果てへの旅（2004年）
- 愛の神、エロス（2004年）
- リメンバー・ミー
- Ｖ-マックス（2002年）
- 剥製師
- ＳＵＰＥＲ　８
- ＤＵＳＴ　ダスト（2001年）
- パルチザン　対ナチス解放戦線（2000年）
- クワイエット・ルーム
- アブノーマル（1994年）
- ザ・ブロンド（1993年）
- 殺意のサン・マルコ駅（1990年）
- 青春の形見